# Край (река)
Край (англ. Kraai River, буквально «Воронья река») — река в Восточно-Капской провинции на юго-востоке ЮАР. Приток Оранжевой.

## Описание
Река Край берёт своё начало в Драконовых горах к югу от Лесото в результате слияния рек Белл и Стерк-Спрёйт у Мошешс-Форд. Течёт на запад в окрестностях Баркли-Ист до Аливал-Норт, где впадает в реку Оранжевую, несущую свои воды в Атлантический океан.
Река почти полностью протекает по песчаникам формации Кларенс. Пригодна для рыбной ловли, в ней водится радужная форель, кумжа и Labeobarbus aeneus.

## Достопримечательности
В 1881 году через реку был построен арочный мост из песчаника, названный мостом Дж. Зауэра. Мост связал общины в бассейне реки Край с Аливал-Норт. Мост Зауэр и мост Лох близ фермы Тайгер-Кранц являются объектами культурного наследия провинции.

## Притоки
- Белл с притоком Клоппершук-Спрёйт
- Стерк-Спрёйт с притоками Бок-Спрёйт и Рифле-Спрёйт
- Йоггем-Спрёйт
- Лангклоф-Спрёйт
- Дип-Спрёйт с протоком Три-Дрифтс-Стрим
- Карлислесгук-Спрёйт и Мартеншук-Спрёйт
- Клейн-Вилдербест-Спрёйт
- Салбум-Спрёйт с притоком Валхук-Спрёйт
- Карнмелк-Спрёйт

## Галерея

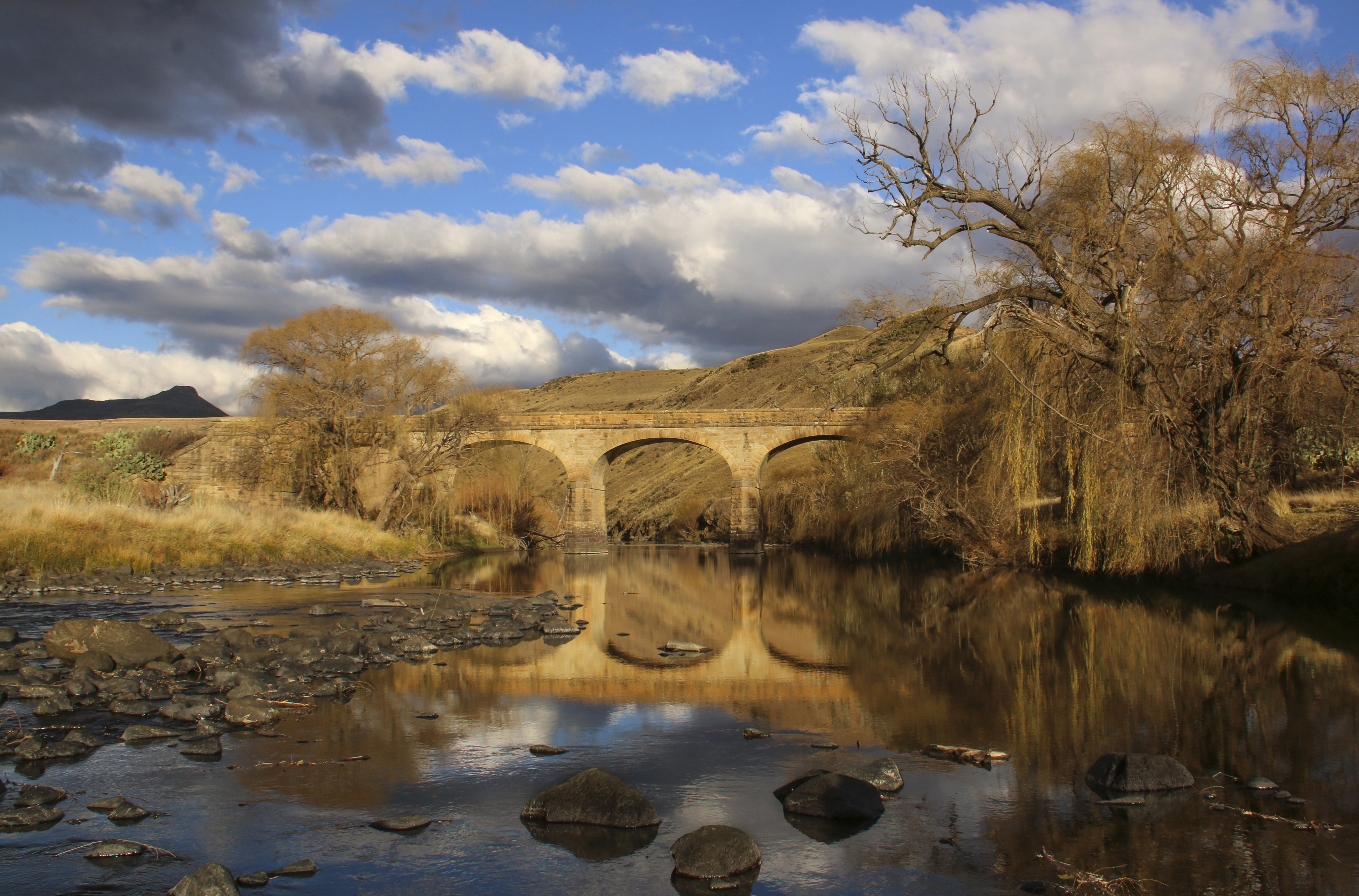
Мост Лох через Край
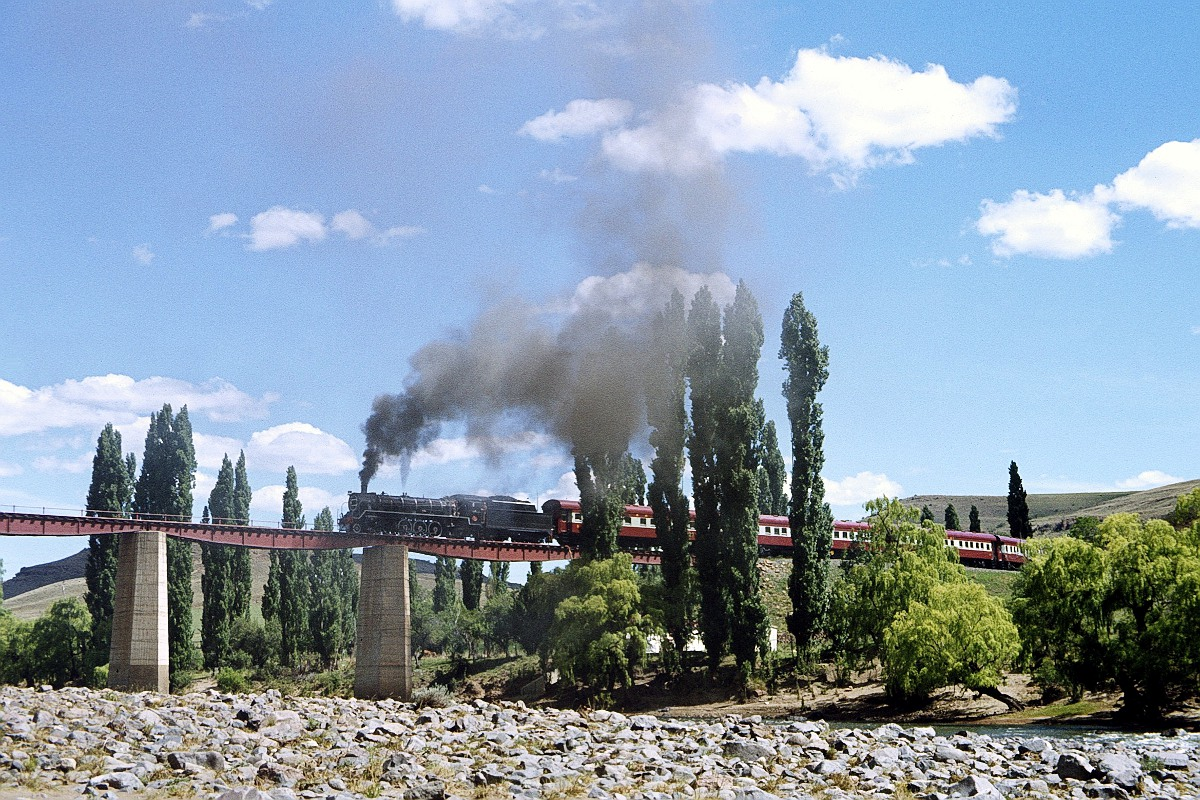
Туристический поезд на мосту у Леди-Грей (1979).